# Tín ngưỡng dân gian
Tín ngưỡng dân gian  là tập hợp những niềm tin hình thành và phản ánh ước nguyện của một cộng đồng người có thể nhưng không nhất thiết tuân theo một hệ thống tôn giáo nhất định.

## Đặc trưng
Tín ngưỡng dân gian thường có những đặc điểm chung đó là niềm tin vào các lực lượng siêu nhiên; tính thiêng liêng cao cả; sự tôn vinh xen lẫn sợ hãi; là mối quan hệ tương tác giữa con người và thần thánh, thái độ của con người với tự nhiên; tình thương yêu con người và đồng loại. Ngoài ra việc thờ cúng các anh hùng dân tộc, tổ tiên cũng dần trở thành nét văn hoá đặc biệt chỉ có ở Việt Nam. Tín ngưỡng dân gian là một nét văn hoá không chỉ có ở Việt Nam mà cũng xuất hiện nhiều nước trên thế giới như Hàn Quốc, Thái Lan, Lào, Campuchia, Nhật Bản, Trung Hoa...